# 劉騭
劉騭（？—548年），字子昇，彭城郡彭城县（今江苏省徐州市）丛亭里人，南北朝北魏、东魏官员、军事人物，劉廞之子。
劉騭弱冠之年便被征召到徐州担任主簿。作为使者前往洛阳时，在献阳殿受到魏孝庄帝的召见，皇帝询问了边境地区的情况。由于劉騭的回答文雅而清晰，得到了皇帝的赞赏，被授予员外散骑侍郎之职，后出任徐州开府从事中郎。永熙三年（534年），其父被高欢杀害后，劉騭率领乡里的部曲前往兖州（今山东省济宁市兖州区），与兖州刺史樊子鹄一同抵抗高欢。劉騭每次作战都会流泪冲锋。瑕丘城陷落之后，他被俘并被押送到晋阳，后被高欢赦免。高澄担任仪同开府时，劉騭成为其属官，兼任徐州大中正。武定初年，转任中书舍人，被加授安东将军。东魏与南梁缔结和平盟约后，劉騭先后接待了南梁的十六批使节。他出任司徒右长史，不久后转任左长史。武定六年（548年），他接受使命前往兖州担任使者，途中在东郡突发疾病去世，被追赠安东将军、南青州刺史。